# Corsaires d'Évry
I Corsaires d'Évry sono una squadra di football americano di Évry, in Francia. Fondati col nome di Voyagers nel 1994 in seguito alla fusione fra i Korrigans de Corbeil-Essonnes e gli Éperons Ardents d'Évry, assumono il nome Corsaires nel 2000.

## Dettaglio stagioni

### Tornei nazionali

#### Campionato

##### Division Elite
| Stagione | regular season | regular season | regular season | regular season | regular season | regular season | playoff | playoff | playoff | playoff | playoff | playoff   | playoff    |
|          | Vin            | Par            | Per            | Tot            | PF             | PS             | Vin     | Per     | Tot     | PF      | PS      | risultato | avversaria |
| -------- | -------------- | -------------- | -------------- | -------------- | -------------- | -------------- | ------- | ------- | ------- | ------- | ------- | --------- | ---------- |
| 2019     | 3              | 1              | 6              | 10             | 135            | 201            | -       | -       | -       | -       | -       | -         | -          |
| 2020     | 1              | 0              | 2              | 3              | 36             | 67             | -       | -       | -       | -       | -       | -         | -          |
| Totale   | 4              | 1              | 8              | 13             | 171            | 268            | -       | -       | -       | -       | -       |           |            |

Fonti: Enciclopedia del Football - A cura di Massimo Mezzetti

##### Deuxième Division
| Stagione | regular season | regular season | regular season | regular season | regular season | regular season | playoff | playoff | playoff | playoff | playoff | playoff          | playoff             |
|          | Vin            | Par            | Per            | Tot            | PF             | PS             | Vin     | Per     | Tot     | PF      | PS      | risultato        | avversaria          |
| -------- | -------------- | -------------- | -------------- | -------------- | -------------- | -------------- | ------- | ------- | ------- | ------- | ------- | ---------------- | ------------------- |
| 2017     | 4              | 0              | 5              | 9              | 144            | 188            | 0       | 1       | 1       | 7       | 27      | Quarti di finale | Molosses d'Asnières |
| 2018     | 8              | 1              | 1              | 10             | 275            | 87             | 1       | 1       | 2       | 70      | 88      | Semifinale       | Spartiates d'Amiens |
| Totale   | 12             | 1              | 6              | 19             | 419            | 275            | 1       | 2       | 3       | 77      | 115     |                  |                     |

Fonti: Enciclopedia del Football - A cura di Massimo Mezzetti

### Riepilogo fasi finali disputate
| Anno           | Luogo              | Evento            | Fase del torneo  | Incontro                               | Risultato |
| 20 maggio 2017 | Asnières-sur-Seine | Deuxième Division | Quarti di finale | Molosses d'Asnières - Corsaires d'Évry | 27 - 7    |
| 9 giugno 2018  | Amiens             | Deuxième Division | Semifinale       | Spartiates d'Amiens - Corsaires d'Évry | 48 - 26   |